# Stygiochelifer savernae
Stygiochelifer savernae es una especie de arácnido del orden Pseudoscorpionida de la familia Cheliferidae.

## Distribución geográfica
Se encuentra en Indonesia y Malasia.